# Étrechet
Étrechet is een gemeente in het Franse departement Indre (regio Centre-Val de Loire). De plaats maakt deel uit van het arrondissement Châteauroux.  Étrechet telde op 1 januari 2022 1.002 inwoners.

## Geografie
De oppervlakte van Étrechet bedroeg op 1 januari 2022 17,89 vierkante kilometer; de bevolkingsdichtheid was toen 56 inwoners per km².

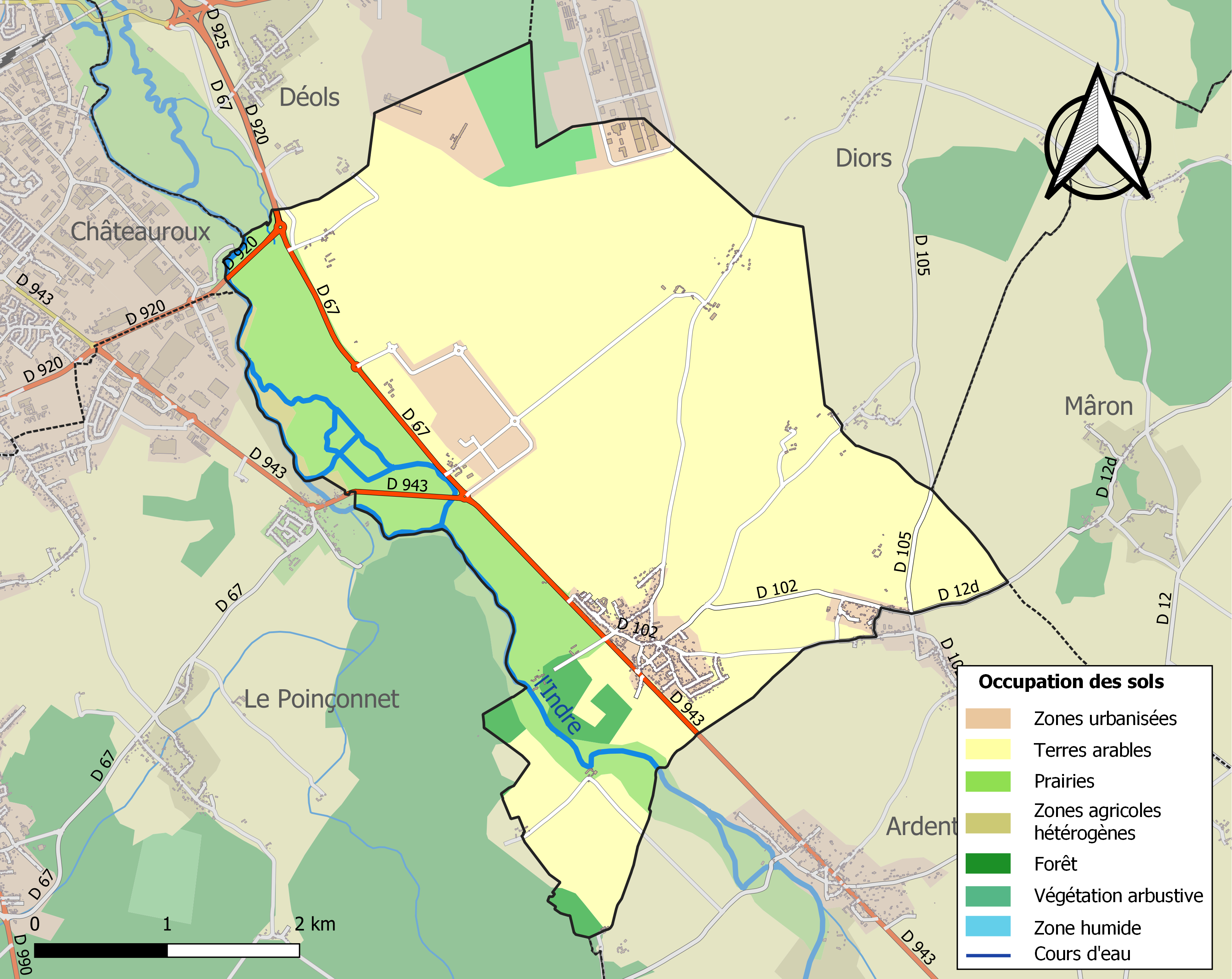
Kaart van de gemeente met belangrijkste infrastructuur, bodemgebruik en omliggende gemeenten

## Demografie
Onderstaande figuur toont het verloop van het inwonertal (bron: INSEE-tellingen).